# Red Alarm
Red Alarm est un jeu vidéo de type rail shooter sorti en 1995 sur Virtual Boy. Le jeu a été développé par T&E Soft et édité par Nintendo.